# Луиза фон Шлезвиг-Холщайн-Зондербург-Глюксбург
Луиза фон Шлезвиг-Холщайн-Зондербург-Глюксбург (на немски: Luise von Schleswig-Holstein-Sonderburg-Glücksburg; * 5 март 1749 в Глюксбург; † 30 март 1812 в Кьотен) е принцеса от Шлезвиг-Холщайн-Зондербург-Глюксбург и чрез женитба княгиня на Анхалт-Кьотен.
Тя е дъщеря на херцог Фридрих фон Шлезвиг-Холщайн-Зондербург-Глюксбург (1701 – 1766) и съпругата му графиня Хенриета Августа фон Липе-Детмолд (1725 – 1777), дъщеря на граф Симон Хайнрих Адолф фон Липе-Детмолд и принцеса Хенриета Доротея фон Йотинген-Йотинген.
Луиза се омъжва на 26 юли 1763 г. в Глюксбург за княз Карл Георг Лебрехт фон Анхалт-Кьотен (1730 – 1789). Той умира на 17 октомври 1789 г. на 59 години в битка при Семлин близо до Белград и е погребан там. Тя умира на 63 години на 30 март 1812 г. в Кьотен.

## Деца
Луиза и княз Карл Георг Лебрехт фон Анхалт-Кьотен имат децата:
- Каролина (1767 – 1768)
- Август (1769 – 1812), херцог на Анхалт-Кьотен

∞ 1792 (разведен 1803) принцеса Фридерика фон Насау-Узинген (1777 – 1821)
- Карл Вилхелм (1771 – 1793), умира при битка в Нидерландия
- Луиза (1772 – 1775)
- Лудвиг фон Анхалт-Кьотен (1778 – 1802)

∞ 1800 принцеса Луиза Каролина фон Хесен-Дармщат (1779 – 1811), дъщеря на Лудвиг I (Хесен-Дармщат)
- Фридерика (1780 – 1781)